# لیونور میشائیلیس
لیونور میشائیلیس (به آلمانی: Leonor Michaelis) یک زیست‌شیمیدان و پزشک آلمانی بود که به کمک ماد منتن موفق به کشف رابطهٔ سینتیک میکائلیس–منتن شد.

## زندگی‌نامه
میشائیلیس تا سال ۱۸۹۷ میلادی در فرایبورگ، در رشتهٔ پزشکی تحصیل کرد و سپس به برلین بازگشت و در همان سال از آنجا مدرک دکترای خود را گرفت.